# تشاك لوغان (مؤلف)
تشاك لوغان (بالإنجليزية: Chuck Logan)‏ (1 يونيو 1942، شيكاغو في الولايات المتحدة)؛ روائي أمريكي.

## روابط خارجية
- تشاك لوغان على موقع IMDb (الإنجليزية)
- تشاك لوغان على موقع قاعدة بيانات الفيلم (الإنجليزية)